# آبلکور
آبلکور (به فرانسوی: Abelcourt) یک کمون در فرانسه با جمعیت ۳۳۲ نفر است که در Canton of Saulx واقع شده‌است.